# Rüdiger Schäfer
Rüdiger Schäfer (* 1965 in Kassel, Deutschland) lebt in Leverkusen, wo er hauptberuflich für ein chemisch-pharmazeutisches Unternehmen tätig ist. Nebenberuflich ist er als Science-Fiction-Autor tätig.

## Biographie
Zum Schreiben kam Rüdiger Schäfer über das Fandom. Er ist seit fast 20 Jahren im Vorstand des Atlan-Club-Deutschland tätig und war von 2006 bis 2009 Vorsitzender der Perry-Rhodan-Fan-Zentrale e. V.
Er war einer der Initiatoren der Atlan-Fanzine-Serie und schrieb darüber hinaus zahlreiche Kurzgeschichten. Im Juli 2005 verfasste er dann im Rahmen der Atlan-Miniserien seinen ersten Atlan-Heftroman Fluchtpunkt Craddyn, dem im November ein weiterer Roman für die Serie folgte.
Im März 2006 übernahm Rüdiger Schäfer die redaktionelle Bearbeitung der Leserkontaktseite der Atlan-Miniserie. Innerhalb der Atlan-Taschenbuchserien, die bei Fantasy Productions erscheinen, verfasste er mehrere Taschenbücher.

## Bibliographie

### Atlan-Miniserien
- Fluchtpunkt Craddyn
- Konvent der Händler

### Atlan-Taschenbuchserien
- Das Sphärenrad – ISBN 978-3-89064-172-0
- Der Traum des Navigators – ISBN 978-3-89064-176-8
- Todeszone Zartiryt – ISBN 978-3-89064-197-3
- Rhaens Ruf – ISBN 978-3-89064-179-9
- Im Schutz des Paladin – ISBN 978-3-89064-065-5
- Die zerschnittene Welt – ISBN 978-3-89064-067-9
- Kommandofehler – ISBN 978-3-86889-170-6

### Perry Rhodan NEO
- Countdown für Siron
- Eine Handvoll Ewigkeit
- Der Kristallpalast
- Zwischen den Welten
- Sternenkinder
- Tschato, der Panther zusammen mit Michael H. Buchholz
- Schergen der Allianz
- Crests Opfergang
- Der Oxydkrieg
- Botschaft von den Sternen
- Angriff der Posbis
- Wir sind wahres Leben
- Zentrum des Zorns
- Welt ohne Himmel
- Der längste Tag der Erde
- Hafen der Pilger
- Sprung nach Andromeda
- Im Kreis der Macht
- Tolotos
- Abschied von Andromeda
- Das Suprahet erwacht
- Labyrinth des Geistes zusammen mit Michelle Stern
- Als ANDROS kam ...
- Tuire
- Am Ende aller Tage zusammen mit Rainer Schorm
- Mann aus Glas zusammen mit Rainer Schorm
- Der Geminga-Zwischenfall
- Der Krieg in meinem Kopf
- Botschafter des Imperiums
- Callibsos Weg
- Besuch aus Andromeda
- Die Schwarze Flut
- Die Himalaya-Bombe
- Merkosh
- Iratio
- Blackout Terrania
- Zeitenwende zusammen mit Rainer Schorm
- Die Exemplarische Instanz
- Quantentanz
- Leticrons List
- Der neunte Atorakt

### Weitere Arbeiten (Auswahl)
- Die Anhänge in den Büchern der Perry-Rhodan-Taschenbuchserie PAN-THAU-RA, die im Heyne Verlag erschienen.
- Hort des Wissens – ISBN 978-3-927071-20-9